# Lean on Me
Lean on Me é um filme produzido nos Estados Unidos em 1989, escrito por Michael Schiffer e dirigido por John G. Avildsen. O filme é vagamente baseado na história de Joe Louis Clark, um ex-diretor da Eastside High School em Paterson, em New Jersey.

## Sinopse
Baseada na história real de Joe Clark, um diretor arrogante e professor pouco ortodoxo. Ele é convidado a assumir a direção da instituição de onde havia sido demitido como docente. O colégio, que no passado era acolhedor, se torna um ambiente hostil, controlado por gangues, e local de consumo de drogas. O perfil rígido torna Clark o homem certo para recolocar a escola nos trilhos, mesmo que para isso ele tenha de enfrentar arruaceiros e até as autoridades locais.

## Elenco
- Morgan Freeman ... diretor Joe Clark
- Beverly Todd ... sra. Levias
- Robert Guillaume ... dr. Frank Napier
- Alan North ... prefeito Don Bottman